# Zürich
Zürich Svájc legnagyobb városa, az azonos nevű kanton székhelye. Lakosainak száma 385 468 (2014. június), többségük német ajkú.

## Fekvése

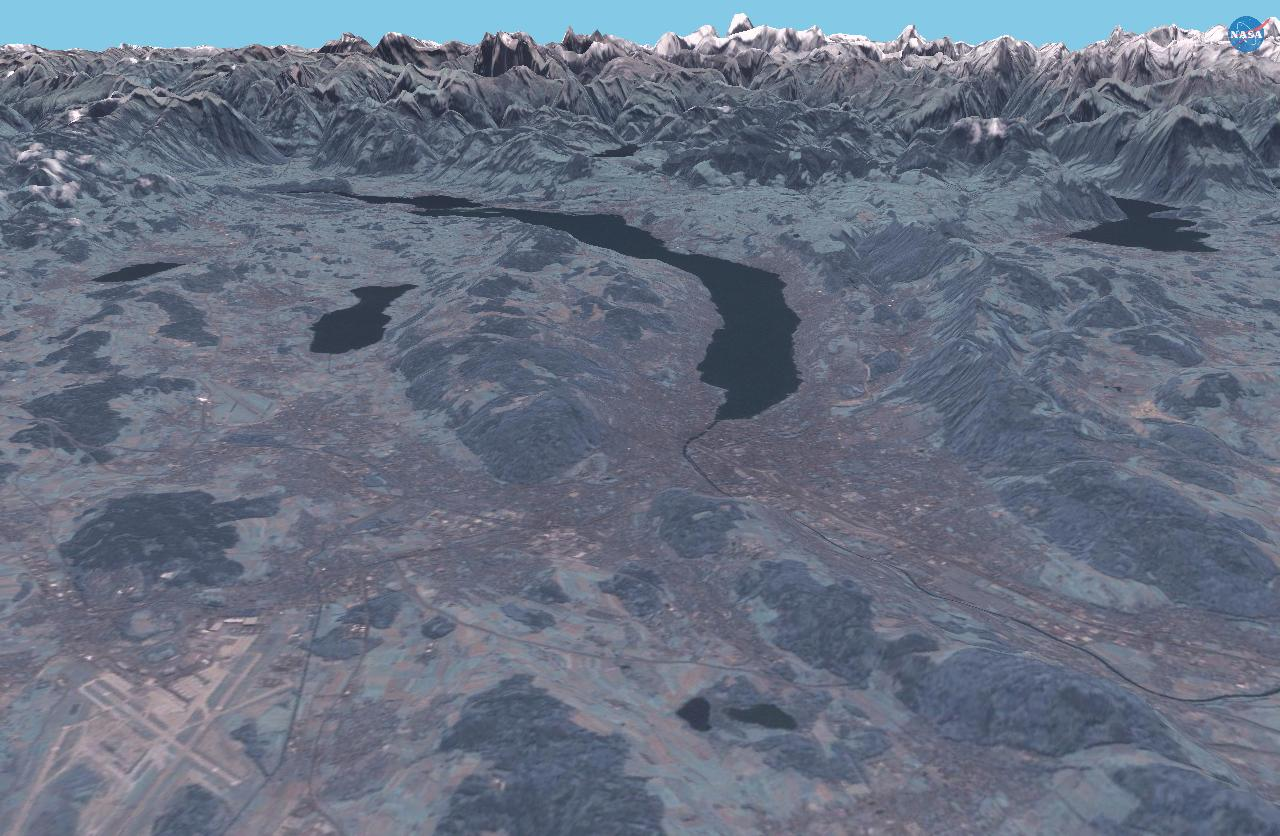
Műholdkép Zürichről

A Zürichi-tó partján, 406 m tengerszint feletti magasságon fekszik, ahol a Limmat folyó kilép a tóból. Nyugati irányban középhegységek (például Uetliberg) veszik körül a dombos városrészeket.

## Éghajlata
| Hónap                         | Jan.  | Feb.  | Már.  | Ápr. | Máj. | Jún. | Júl. | Aug. | Szep. | Okt. | Nov.  | Dec.  | Év    |
| ----------------------------- | ----- | ----- | ----- | ---- | ---- | ---- | ---- | ---- | ----- | ---- | ----- | ----- | ----- |
| Rekord max. hőmérséklet (°C)  | 16,9  | 19,3  | 23,2  | 31,3 | 32,4 | 36,4 | 37,7 | 36,2 | 32,5  | 28,7 | 23,8  | 17,0  | 37,7  |
| Átlagos max. hőmérséklet (°C) | 2,9   | 4,6   | 9,5   | 13,8 | 18,5 | 21,6 | 24,0 | 23,3 | 18,8  | 13,7 | 7,2   | 3,7   | 13,5  |
| Átlagos min. hőmérséklet (°C) | −2,0  | −1,6  | 1,7   | 4,5  | 8,8  | 11,9 | 14,0 | 13,8 | 10,5  | 7,0  | 2,0   | −0,7  | 5,9   |
| Rekord min. hőmérséklet (°C)  | −20,8 | −24,2 | −14,4 | −6,5 | −2,0 | 0,9  | 5,3  | 4,0  | −0,3  | −5,5 | −11,0 | −18,5 | −24,2 |
| Átl. csapadékmennyiség (mm)   | 63    | 64    | 78    | 83   | 122  | 128  | 124  | 124  | 99    | 86   | 79    | 83    | 1133  |
| Havi napsütéses órák száma    | 55    | 81    | 124   | 153  | 175  | 189  | 215  | 200  | 150   | 102  | 59    | 42    | 1545  |
| Forrás: MeteoSwiss            |       |       |       |      |      |      |      |      |       |      |       |       |       |

## Története
A Római Birodalom idején a település neve Turicum volt.
Német Lajos, Nagy Károly unokája itt épített fel egy palotát 835-ben.
1218-ban a várost a Zähringer család uralta. 1230-ban Zürich területe 38 hektár.
Zürich 1351-ben csatlakozott a Svájci Konföderációhoz, annak 5. tagjaként.
A reformáció Svájcban Zürichből indult el, Ulrich Zwinglinek, a székesegyház plébánosának vezetésével, az 1510-es évek végén.
A második koalíciós háború során 1799-ben a francia és osztrák hadsereg a város közelében ütközött meg (első zürichi csata és második zürichi csata). Június 4-én az osztrák csapatok, szeptember 25-én pedig a franciák foglalták el.
1847-től van vasútja a városnak a Spanisch-Brötli-Bahn vonalon, ez a vasútvonal kötötte össze Badent Svájccal. A mai főpályaudvar 1871-től szolgálja az utasokat.

## Lakosság

### Nyelvek
A hivatalos és írott nyelv a német. A város lakosságának 77,7% német anyanyelvű. Az olaszok aránya 4,7%, a jugoszláv utódállamokból származóké 2,4%, a spanyoloké 2,2%, a franciáké 2,1%.

### Vallások
A katolikusok aránya ma 33,3%. 12000 fő ortodox vallású. 5000 zsidó él a városban.

## Gazdaság
A legnagyobb nemzetközi pénzügyi és kereskedelmi központ Svájcban.
Gépipara, elektronikai ipara, porcelánipara és vegyipara jelentős.

## Közlekedés

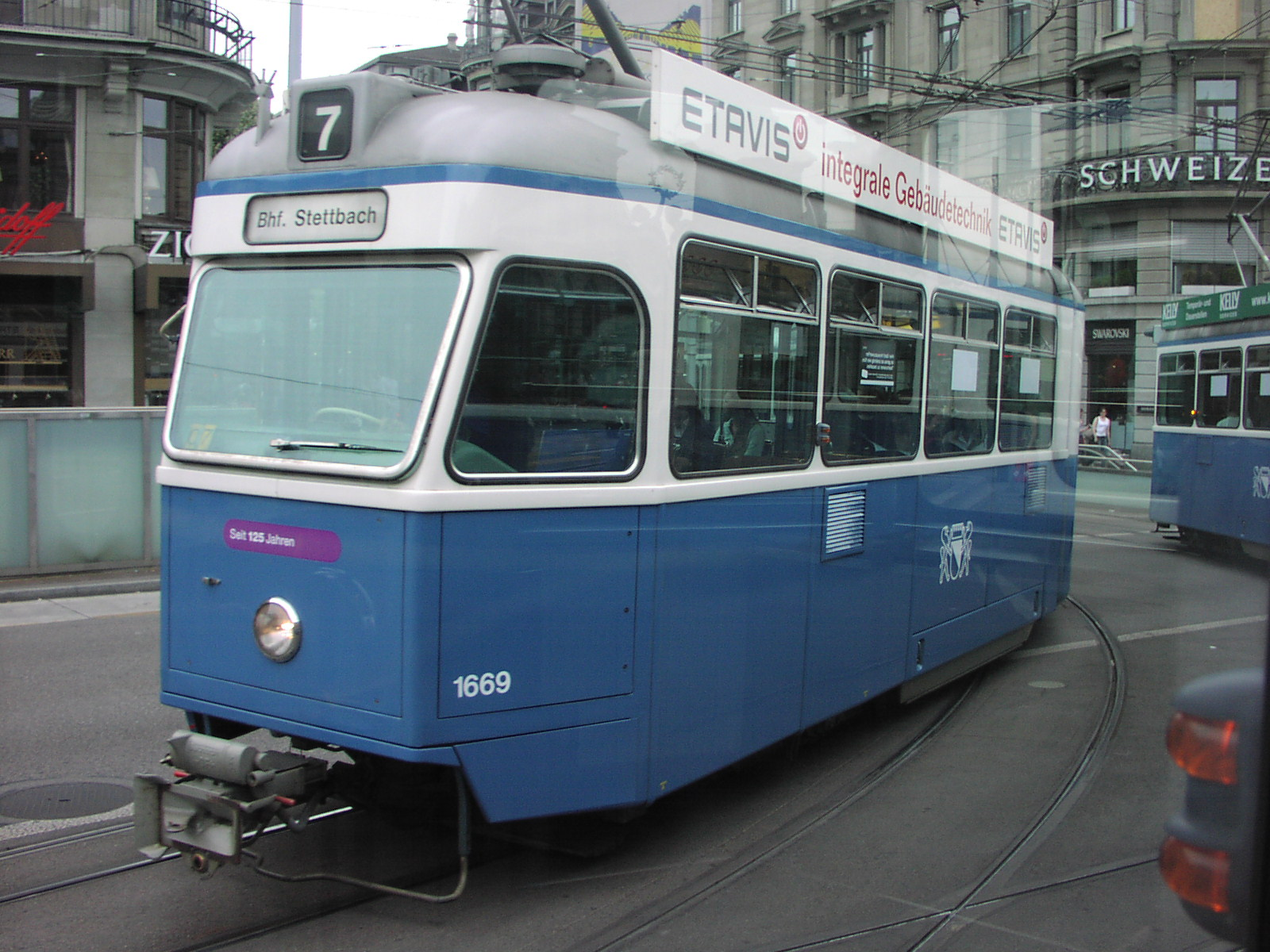
Régi, de jól karbantartott villamos

A városi forgalomban autóbuszok mellett kék színű villamosok is működnek.
A zürichi repülőtér, Svájc legnagyobb nemzetközi repülőtere, a várostól kb. 8 km távolságra, Kloten közelében található. A város pályaudvara is hatalmas forgalmat bonyolít le.

### Légi
A Zürichi repülőtér (németül: Flughafen Zürich; angolul: Zürich Airport vagy Kloten Airport) Svájc legforgalmasabb repülőtere. Innen a világ 5 kontinense elérhető közvetlen járatokkal. Ez a repülőtér a Swiss svájci légitársaság bázisrepülőtere.
A repülőtér a város északi részénél fekszik, közvetlen tömegközlekedési kapcsolattal rendelkezik a város központi részével.

### Vasúti
Távolsági
A város fő pályaudvara a Zürichi főpályaudvar (németül: Zürich Hauptbahnhof), amely Svájc legnagyobb pályaudvara is egyben. Belföldi és nemzetközi vonatok egyaránt érintik az állomást. Átlagosan napi 2.900 vonatot szolgál ki. 26 vágánya van és napi közel 340.000 utas fordul meg itt. A nagy forgalom és az S-Bahn szerelvények miatt a peronok egy része a föld alatt található. Nemzetközi vonatok tekintetében érintik: CNL (CityNightLine), TGV, EC (EuroCity), EN (EuroNight) és ICE (InterCityExpress) szerelvények.
S-Bahn
Zürich városát átszövik az S-Bahnok. A 22 S-Bahn vonal mindegyike megáll Zürich központjában.
Fontosabb megállóhelyek az S-Bahn hálózaton:
- Zürich Flughafen (repülőtér)
- Stadelhofen (városközpontnál)
- Hauptbahnhof (főpályaudvar)

## Városrészei

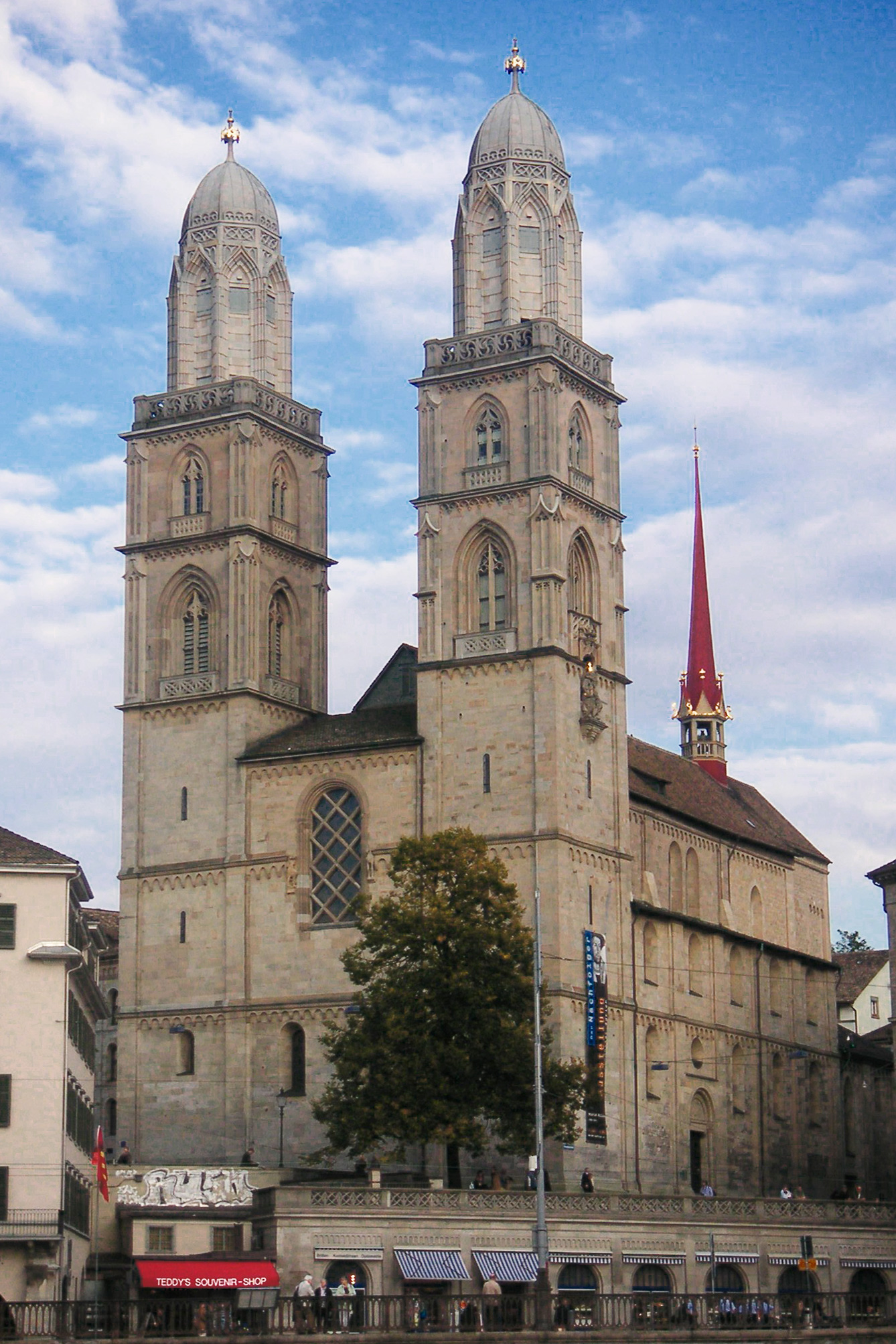
A Grossmünster templom Zürichben

## Híres emberek
- Ulrich Zwingli, reformátor
- Itt született 1746-ban Johann Heinrich Pestalozzi pedagógus, a neveléstörténet híres alakja
- Itt tanult Albert Einstein, fizikus és Neumann János matematikus.
- Thomas Mann lakott itt; a szobája ma is megtekinthető a belvárosban.
- Itt született 1911-ben és itt halt meg 1991-ben Max Frisch építész, író.
- 1917 áprilisáig pár hónapon át itt lakott Lenin, mielőtt hazatért volna az emigrációból Oroszországba.
- Itt halt meg Anthony van Hoboken zenetudós és gyűjtő 1983-ban.
- Dieter Meier (1945. március 4. - ) akcióművész, popzenész, üzletember (Yello)

## Oktatás
1833 óta egyetemi város. Műszaki főiskolája, az Eidgenössische Technische Hochschule sok Nobel-díjassal büszkélkedhet. Zenei főiskolája is van.

## Városvezetők
Zürich városában a polgármesteri cím (Bürgermeister) 1803-ig létezett, a városnak 1803-tól elnökei vannak (Stadtpresident ill. nő esetén Stadtpresidentin).
- Hans Konrad Escher, 1803
- Hans Rudolf Werdmüller, 1804
- Johann Heinrich Landolt, 1810
- Hans Georg Finsler, 1815
- Hans Konrad Vogel, 1821
- Georg Konrad Bürkli, 1831
- Johann Jakob Escher, 1831
- Paul Karl Eduard Ziegler, 1837
- Johann Ludwig Hess, 1840
- Johann Heinrich Mousson, 1863
- Melchior Römer, 1869
- Hans Konrad Pestalozzi, 1889
- Robert Billeter, 1909
- Hans Nägeli (Demokraten), 1917
- Emil Klöti (SPS), 1928
- Ernst Nobs (SPS), 1942
- Adolf Lüchinger (SPS), 1944
- Emil Landolt (FDP), 1949
- Sigmund Widmer (LdU) 1966
- Thomas Wagner (FDP), 1982
- Josef Estermann (SPS), 1990
- Elmar Ledergerber (SPS), 2002
- Corinne Mauch (SP), 2009

## Látnivalók
- Grossmünster (Nagytemplom; 12. és 13. század)
- Miasszonyunk-templom (13. – 15. század)

## Média

### Televízió
Svájci televízió (SRF) a városban székel. A helyi televíziók többek között a TeleZüri, Tele 24 (egész Svájcban fogható). Magántelevíziók: TV Star, U1 TV

### Rádió
Svájci rádió (DRS), ennek 3 adója DRS 1, DRS 2, DRS 3. Ezeket az adókat a régióban foghatják a hallgatók. A híreket Bernből sugározzák.
Helyi rádióadók: Radio 24, Energy Zürich, Radio LoRa és a Radio Tropic.

### Újságok
A Neue Zürcher Zeitung napilap, a Blick bulvárlap.

## Kultúra

### Múzeumok

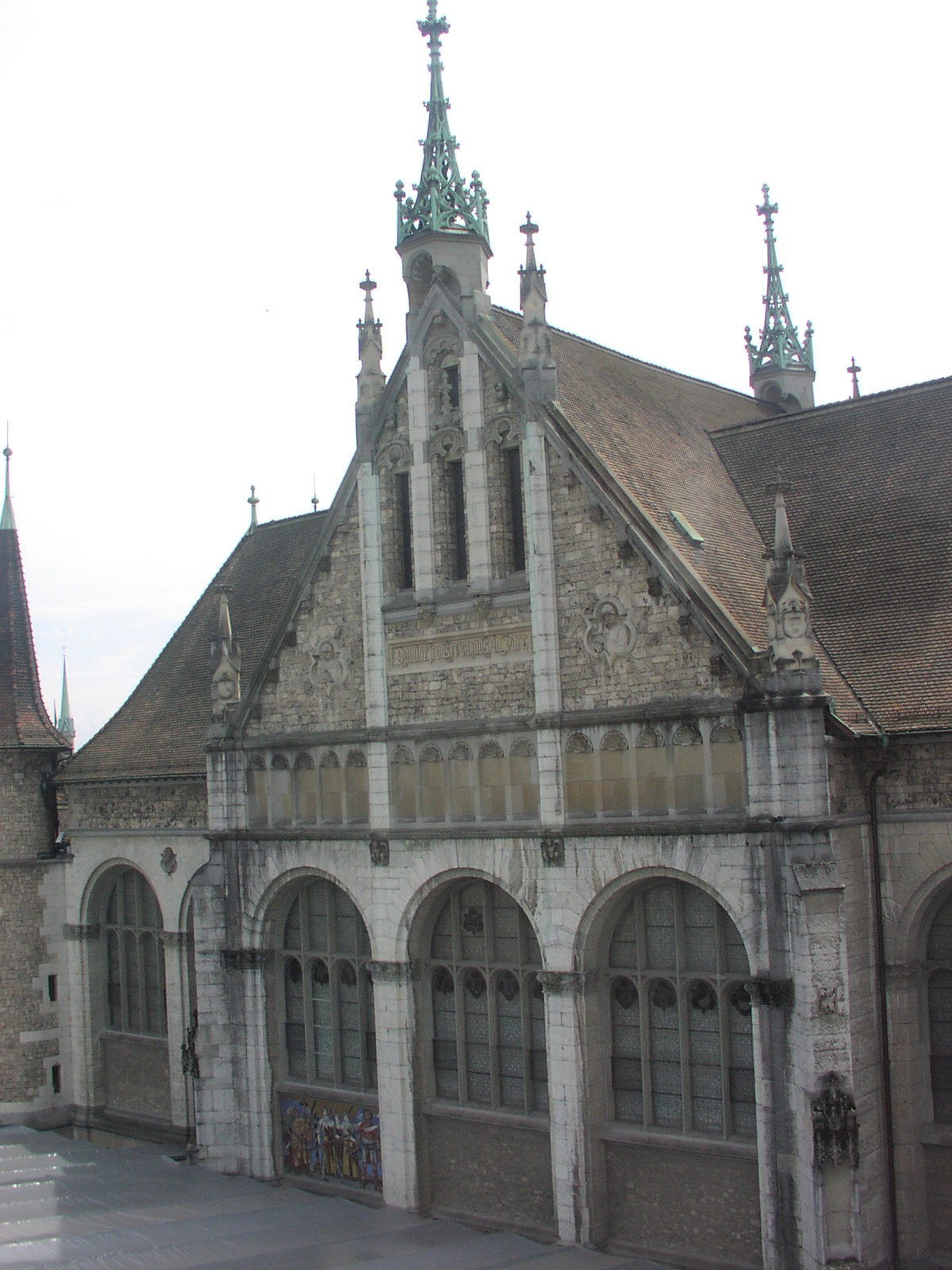
A Nemzeti Múzeum épülete

- Városi múzeum, kiemelkedő gótikus szobrászati és festészeti anyaggal.
- A svájci nemzeti múzeum a főpályaudvar mellett található. Elmeséli Svájc történetét képekkel, festményekkel, szobrokkal.
- Művészeti Múzeum (Zürich Museum of Art a.k.a. Kunsthaus Zürich)
- Zoológiai múzeum
- Népművészet múzeuma
- Alkotás múzeuma
- "Sisakház"
- Bellerive Múzeum
- Botanikus kert az egyetemen
- Sihlwaldi természeti központ
- Madárház
- Langenbergi vadaspark
- Állatkert
- Villamosmúzeum

## Sportélete
- Labdarúgás: FC Zürich, Grasshopper-Club Zürich, FC Seefeld Zürich, YF Juventus
- Jégkorong: ZSC Lions, GCK, SCZ
- Kézilabda: Handball Grasshopper-Club Zürich, ZMC Amicitia Zürich, TV Witikon
- Atlétika: Leichtathletik-Club Zürich (LCZ), TV Unterstrass (TVU)
- Röplabda: VBC Voléro Zürich, KSC Wiedikon
- Baseball: Zürich Challengers, Barracudas Zürich, Zürich Lions
- Tollas: Erster Zürcher BC, BC Vital, Akad. Badmintonverein Zürich ABV, BC Irchel Zürich
- Strandröplabda csapat
- American Football Renegades
- Kosárlabda: Basketballclub Zürich Academica, Basketballclub Zürich Korac, Basketballclub Efes